# Vethuizen
Vethuizen is een uitgestrekte buurtschap in het oosten van de gemeente Montferland, gelegen in de Gelderse streek De Liemers, ten oosten van het kerkdorp Zeddam. Hij strekt zich in oostelijke richting uit tot aan de gemeentegrens. 

## Ligging en kenmerken
Ruwweg van west naar oost ligt de Holthuizerstraat, die na de haakse kruising met de Langeboomsestraat verder gaat als Laarstraat. Deze wegen vormen de kern van het stratenplan. Niet ver van de kruising staat het Mariakapelletje aan de Holthuizerstraat (Lange Wei), dat in het weidse landschap opvalt door de omringende haag en bomen. Hier heeft men ook zicht op het hagelkruis van Vethuizen dat erachter tussen bomen op een veld staat. 
In het noorden van de buurtschap, aan de Langeboomsestraat, staat hotel-restaurant Havezathe. Oostelijker loopt de Vethuizensche Wetering, die ten noorden van Vethuizen overgaat in het Waalse Water, een strang van de Oude IJssel.

## Geschiedenis
Voorafgaand aan de storm van 14 juli 2010 werd Vethuizen getroffen door een gustnado. Deze trok over een camping, waarbij twee doden vielen.

## Benaming
De toponymie is onduidelijk. Huizen, in het Oudnederlands husen, betekent gewoon huizen of in ruimere zin nederzetting, maar het voorvoegsel vet  is onduidelijk. Het kan op vet of een daarvan afgeleide betekenis duiden, maar het kan ook een vervorming van een ander woord zijn. Vet heeft van oudsher de connotaties rijkdom en overvloed, en het voorvoegsel kan duiden op vette mest.

## Monumenten
- Lijst van gemeentelijke monumenten in Vethuizen